# Halo: Legends
Halo: Legends è un film d'animazione del 2010, diretto da Frank O'Connor e Joseph Chou e finanziato da 343 Industries.
La pellicola si presenta come la trasposizione di sette storie riguardanti l'universo videoludico di Halo, divise in altrettanti episodi (se non si considerano le due parti del primo separate) del cui sviluppo si sono occupati cinque diversi studi d'animazione, ovvero: Studio 4°C, Toei Animation, Bones, Production I.G e Casio Entertainment con la collaborazione del produttore e regista Shinji Aramaki.

## Trama

### Episodio 01: "Origini I-II (Origins I-II)"
Ambientato dopo gli eventi di Halo 3, vede l'IA Cortana narrare davanti ad un Master Chief sospeso in stasi criogenica le vicende del passato. Nella prima parte vengono narrate le vicende dei Precursori e i loro tentativi di fermare i Flood, nella seconda sono riassunti i conflitti tra gli umani e gli alieni riuniti nei Covenant, e come poi collaborarono di fronte al ritorno dei Flood. Nella seconda parte Cortana si trova anche a riflettere su come la guerra sia una costante della civiltà umana, non fermata nemmeno dalla colonizzazione dello spazio e si chiede se le guerre finiranno mai, un giorno.

### Episodio 02: "Il duello (The Duel)"
Ambientato secoli prima dell'inizio della serie, su Sanghellios, il pianeta natale degli Elite, l'episodio racconta la tragica storia di un Arbiter, Fal'Chavamee, rispettato per la sua leadership e la sua abilità guerriera ma che comincia a criticare il fatto che il suo popolo si sia unito ai Covenant, sostenendo che Sanghellios sia stato indebolito dopo l'alleanza. Inoltre l'Arbiter non crede affatto nel Grande Viaggio, ma nell'onore e nell'abilità in guerra. Dei suoi dubbi si confida con Han, sua moglie, e il suo amico Roh. La prima gli offre il suo sostegno, il secondo cerca di convincerlo ad accettare le regole dei Profeti.

L'Arbiter però, si oppone apertamente ad un Profeta, quando questi cerca di convincerlo dell'utilità del Grande Viaggio. Allora il gerarca condanna il dissidente e decide che da ora in poi il titolo di Arbiter verrà dato a coloro che desiderano ristabilire il proprio onore macchiato. Infine, ordina a un altro Elite, Harka, di battersi con Fal e di ucciderlo, portandogli via ciò che ha di più caro. In tal senso, Harka obbliga Roh ad uccidere Han, per poi invitare il disonorato Elite a un duello all'ultimo sangue su un tempio di Sanghellios.

Furioso, Fal'Chavamee si mette in marcia, sbaragliando molti Elite che cercano di uccidere "l'eretico" e, infine, si confronta con Harka nel luogo prestabilito. Il duello inizia e si conclude rapidamente: l'Arbiter ed Harka si trafiggono reciprocamente e muoiono entrambi.

### Episodio 03: "Ritorno a casa (Homecoming)"
Come il precedente, anche questo episodio alterna flashback e scene ambientate nel presente. Vari marine dell'UNSC sono intenti a contrastare un attacco dei Covenant su Harvest, riscontrando alcune perdite tra le file, ma a salvare la situazione compare lo Spartan Daisy-023 che elimina il piccolo gruppo di Covenant intento a eliminare gli umani superstiti. Via radio, un marine fornisce le coordinate di un punto di evacuazione, dove i militari possono prendere una navetta per andarsene dal pianeta. Alla radio, Daisy riconosce nella voce dell'uomo una sua vecchia conoscenza: Ralph-303.

Anni fa, Daisy e altri quattro Spartan, tra cui Ralph, fuggirono da Reach, stanchi di fare da cavie e decisi a tornare a casa dalle loro famiglie. Uno dei fuggiaschi fu catturato, ma gli altri, separatisi, riuscirono ad arrivare a casa. Daisy arrivò a Sargasso, suo pianeta natale, e scoprì che non risultava scomparsa e che il suo posto in famiglia era stato preso da un suo clone. Infetti, per coprire la creazione degli Spartan, gli scienziati sostituirono i bambini prelevati a forza con dei cloni diventati ora dei malati terminali.

Disgustata, Daisy è sul punto di uccidere il suo clone, tuttavia non lo fa. Quest'ultima le dona il suo portachiavi a forma di orso di peluche e parla con lei per un po', mostrando ammirazione. La dottoressa Halsey convince Daisy a tornare a Reach, spiegando che ormai esso è la sua nuova casa. Sulla via del ritorno, Daisy parla con Ralph, anch'egli tornato a Reach, che confessa di aver ucciso il suo clone. Gli altri due Spartan si erano suicidati in seguito all'incontro.

Nel presente, Daisy fa il possibile per portare i marine in salvo al punto di estrazione, presieduto da Ralph che, scartato dal programma Spartan, era entrato nei marine. La zona subisce però un massiccio assalto dei Covenant e Daisy viene gravemente ferita. Fino all'ultimo combatte per salvare Ralph e gli altri soldati, ma la navetta viene infine abbattuta dai cannoni nemici. Nel finale, John-117 trova il corpo di Daisy e le chiude gli occhi per commemorarla.

### Episodio 04: "Estraneo (One Odd Out)"
Lo strampalato Spartan-1337, precipita accidentalmente da un Pellican dell'UNSC a causa del portello aperto. Disperso sul pianeta sottostante, 1337 incontra alcuni giovani umani che vivono in maniera semplice e poi un Brute geneticamente modificato di nome Pluton, inviato dal Profeta della Verità per eliminare gli Spartan. 1337 si scontra con il Brute due volte: nella prima lo scontro finisce in parità, nella seconda viene aiutato dai due ragazzi più grandi del gruppo di nativi. Lo scontro finale si svolge presso il relitto di una nave coloni dell'UNSC; i nativi del pianeta spiegano che loro vengono da lì. Pluton però si rivela troppo forte e sarà l'IA del relitto, chiamata "mamma" dai nativi, ad eliminare il Brute, aprendo un'apertura nel tessuto spaziale e scaraventandoci lì il Brute. I nativi tornano a casa e lo Spartan si dirige al punto di recupero, anche se ha di nuovo problemi con la fauna locale, composta da animali simili ai dinosauri.

### Episodio 05: "Il prototipo (Prototype)"
Su un pianeta ignoto, un sergente dei marine soprannominato "Spettro" a causa del fatto che non sembra provare emozioni, ha appena perso tutto il suo plotone. Una dei soldati, prima di morire, gli chiede se riuscirà mai ad essere umano.

Tre anni dopo, sul pianeta Algolis, infuria una feroce battaglia tra umani e Covenant. Il nuovo plotone di Spettro ha l'ordine di distruggere i dati relativi all'Armatura HRUNTING/YGGDRASIL e l'armatura stessa in un laboratorio umano. La squadra però è in condizioni critiche, così Spettro scende in battaglia al comando dell'armatura, ordinando ai suoi uomini di dirigersi al punto d'estrazione. Il colonnello che guida l'operazione lo rimprovera via radio per non avere ubbidito agli ordini, ma Spettro spiega di avere già distrutto i dati del prototipo e che ha impostato il timer per l'autodistruzione dell'armatura. Nel frattempo la userà per salvare i suoi uomini.

Il sergente, infatti, vuole dimostrare con questo gesto di sapere ancora provare dei sentimenti, salvando la sua nuova squadra a costo della vita. I marine si ritirano senza problemi e Spettro, dopo avere fatto strage dei Covenant, attiva l'autodistruzione dell'armatura tramite la password vocale "sii umano".

L'astronave su cui stanno gli uomini di Spettro si ritira e il colonnello, nel suo rapporto, loda il coraggio e il lato umano del sergente.

### Episodio 06: "Babysitter (The Babysitter)"
Una squadra ODST (Orbital Drop Shock Troopers; ovvero Truppe A Lancio Orbitale) comandata dal sergente maggiore Cortez e composta da Taylor Myles (il Dutch utilizzabile in Halo 3: ODST), Ceckman e il cecchino O'Brien, viene affiancata allo Spartan Cal-141 per andare sul pianeta Heian ad eliminare un Profeta dei Covenant.

Ceckman muore all'ingresso nell'atmosfera schiantandosi su un asteroide e O'Brien cade in una palude, ma viene salvato da Cal. Il gruppo si dirige al luogo dove il silenzioso Spartan dovrà piazzarsi per abbattere il Profeta usando un fucile di precisione. Strada facendo trova le rovine di una razza aliena sconosciuta, le fotografa come ordinato e prosegue. In tali rovine eliminano silenziosamente alcuni Grunt di pattuglia, ma il Brute che li comanda li individua e rischia di uccidere O'Brien, il quale viene salvato da Cal, che abbatte il Brute dopo un acceso scontro buttandolo giù da una cascata.

Il militare è un po' seccato di essere continuamente salvato dallo Spartan che sembra fargli da babysitter, ma Cortez gli fa notare che dovrebbe ringraziarlo. La squadra raggiunge finalmente la zona di appostamento, ma sono aggrediti dal Brute, sopravvissuto alla caduta, che punta ad O'Brien. Cal salva di nuovo il militare ma riceve un gravissimo colpo alla testa. Gli ODST abbattono l'alieno e Cal, rivelatasi una donna, prega O'Brien di prendere il suo posto come cecchino e di abbattere il Profeta.

O'Brien porta a termine la missione, ma Cal muore poco dopo per le ferite. La squadra, che prima era un po' diffidente verso gli Spartan, ora ha cambiato opinione verso questi super-soldati.

### Episodio 07: "Il Pacchetto (The Package) "
Su un'astronave umana protetta da un schermo d'invisibilità, una squadra di cinque Spartan, Arthur, Kelly, Solomon, Fred e lo stesso John-117, deve infiltrarsi in una flotta Covenant e scoprire dove gli alieni tengono "il Pacchetto". Il suo recupero è della massima priorità.

Saliti su piccole navette, gli Spartan entrano in azione e puntano su un incrociatore in cui, secondo il segnale di una sonda, si troverebbe il Pacchetto. Ma è una trappola: il segnale è fasullo e una bomba esplode uccidendo Solomon, mentre John e Kelly si salvano a stento. L'Elite a capo di quella flotta Covenant, infatti, ha intuito che gli umani sarebbero venuti per recuperare il maltolto e si è preparato di conseguenza.

Il comandante ha tuttavia una discussione con un suo sottoposto, il Maggiore Thel'Lodamee (da non confondere con Thel'Vadamee, l'Arbiter visto in Halo 2): non approva che il sottoposto tenga in così alto conto gli Spartan che, a suo parere, sono sopravvalutati. Thel non replica e si dirige con la sua squadra verso l'hangar della nave per fermare un'eventuale incursione degli Spartan.

Grazie al sacrificio del loro compagno Arthur, John, Kelly e Fred abbordano la nave ammiraglia della flotta dove sicuramente è custodito il Pacchetto. In una spettacolare scena d'azione, i tre super-soldati attraversano i corridoi della nave, abbattendo ogni Covenant che incontrano. Thel entra in azione e Fred rimane indietro per trattenerlo. Rimasta indietro anche Kelly, John raggiunge l'obbiettivo della missione. Il "Pacchetto" è una capsula criogenica dentro cui è ibernata la dottoressa Halsey, la mente dietro il progetto Spartan.

Risvegliata la donna, John si dirige con lei all'hangar per fuggire ma sbuca l'Elite Thel, che lancia una lama energetica a John: i due cominciano a lottare, e mentre l'Elite sta per vincere, il comandante della flotta sgancia l'ultimo blocco dell'ammiraglia e si prepara a saltare nell'Iperspazio. Thel, pur vergognandosi all'idea di ritirarsi, è costretto ad abbandonare John per non rimanere disperso e tramite un ascensore raggiunge il blocco principale. Lo Spartan e la dottoressa nel frattempo raggiungono una navicella Covenant e si sganciano dalla nave. Raggiunti da Kelly e Fred su un caccia nemico si rifugiano sull'astronave umana.

Nell'ultima scena John, Kelly, Fred e la Halsey parlano tra loro; John, ripensando ai due Spartan caduti e al potente Elite con cui si era scontrato, afferma dovrà essere più forte per ciò che dovrà affrontare in futuro. La scienziata replica dicendo che tutti dovranno essere più forti.

## Curiosità
- Han, la moglie dell'Arbiter protagonista di "Il Duello", è l'unica femmina di Elite mai mostrata nel franchise di Halo.
- L'armatura di Harka ricorda quella dei samurai e gli abiti civili degli Elite somigliano ai kimono.
- L'episodio "L'Estraneo" sembra una parodia di Halo: Combat Evolved a causa dell'ilarità generale della narrazione. Inoltre il titolo originale inglese significa letteralmente "fuori quello strano" o "quello bizzarro".
- Tale corto è pieno di riferimenti agli anime giapponesi, infatti Pluton scaglia colpi energetici similmente ai personaggi di Dragon Ball. Questa può essere una citazione voluta, dato che gli sviluppatori del corto sono esattamente gli stessi che svilupparono l'anime di Dragon Ball, ovvero la Toei Animation.
- Nell'episodio "Il Pacchetto", la dottoressa Halsey è molto giovane e bionda, in pieno contrasto con quanto narrato nel romanzo Halo: La caduta di Reach, dove viene descritta mora e abbastanza vecchia già nel 2525; oltretutto, anche nel videogioco Halo: Reach si può notare che l'aspetto canonico della dottoressa è quello descritto nel libro.